# Cyclopina norvegica
Cyclopina norvegica – gatunek widłonoga z rodziny Cyclopinidae. Nazwa naukowa tego gatunku skorupiaków została opublikowana w 1865 roku przez norweskiego zoologa Jonasa Axela Boecka.